# Takashi Shimizu
Takashi Shimizu (清水 崇 Takashi Shimizu, Maebashi, 27 de julho de 1972) é um diretor de cinema japonês, conhecido pela série de horror Ju-on.

## Filmografia
1. Last Bronx ~Tokyo Bangaichi~ (ラストブロンクス -東京番外地-) (1997) (Video)
2. Katasumi and 4444444444, stories from Gakkou no kaidan G (学校の怪談G) (lit, "School Ghost Story G") (1998) (TV)
3. 首吊り気球　伊藤潤二恐怖Ｃｏｌｌｅｃｔｉｏｎ (Video)
4. 心霊ビデオＶ　本当にあった怖い話　恐怖心霊写真館 (Shin rei bideo V: Honto ni atta kowai hanashi - kyoufushin rei shashin-kan) (2000) (Video)
5. 心霊ビデオＶＩ　本当にあった怖い話　恐怖タレント体験談 (Shin rei bideo VI: Honto ni atta kowai hanashi - kyoufu tarento taikendan) (2000) (Video)
6. Tomie: Re-birth (富江 re-birth) (2001)
7. Ju-on (série) (呪怨2) (2000) (2003)
8. The Grudge (呪怨) (2004)
9. Marebito (filme) (2004)
10. Dark Tales of Japan, episodio Blonde Kwaidan, (2004) (TV)
11. The Great Horror Family, Series TV (2004-2005)
12. Rinne (2005)
13. The Grudge 2 (呪怨2) (2006)
14. 7500 (2014)